# 川崎克
川崎 克（かわさき かつ、本名：かわさき こく（漢字は同じ）、1880年（明治13年）12月28日 - 1949年（昭和24年）2月3日）は、日本の政治家。長男に実業家の川崎勉、次男に元厚生大臣の川崎秀二がいる。元厚生労働大臣の川崎二郎は孫、川崎秀人は曾孫にあたる。

## 来歴・人物

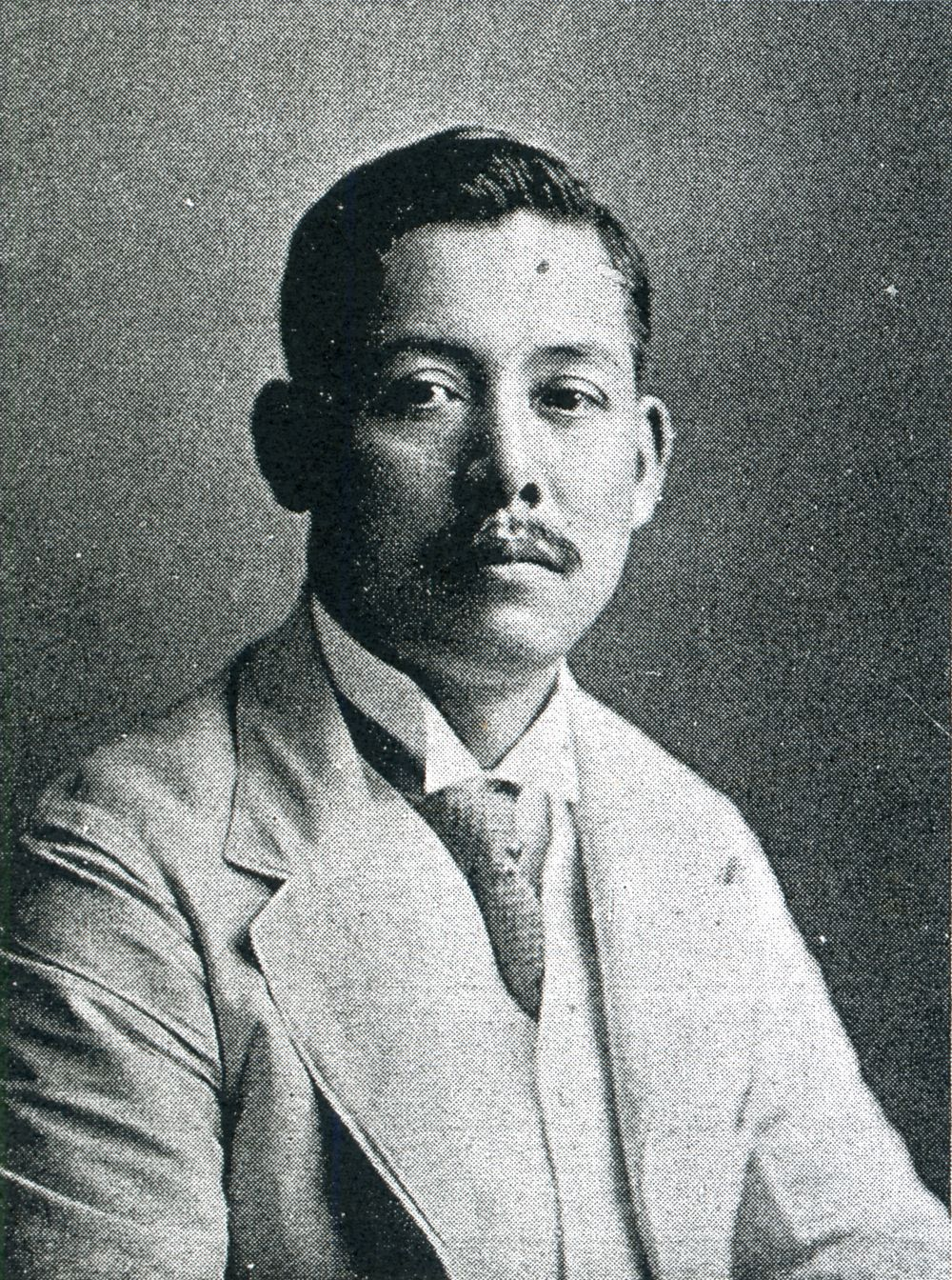
川崎克

三重県伊賀上野（現・伊賀市）出身。生家は油屋である。1898年（明治31年）に、政治家を志して同じ郷土三重県出身の尾崎行雄を頼って上京した。日本法律学校（現在の日本大学）で法律を学び、東京外語学校（現在の東京外国語大学）でフランス語を学んだ。1903年（明治36年）に東京市長であった尾崎の下で東京市の書記を務めた後、日本新聞社記者となり日本の統治下であった朝鮮半島に渡り元山時事新報の記者、元山民団の団長を務める。1915年（大正4年）第12回衆議院議員総選挙で中正会から立候補して初当選をする。以来第21回衆議院議員総選挙まで連続10回当選（第14回衆議院議員総選挙は落選したが繰り上げ当選）。中正会→憲政会→立憲民政党に所属し、陸軍参与官、逓信参与官、司法政務次官、立憲民政党総務・政調会長を歴任した。

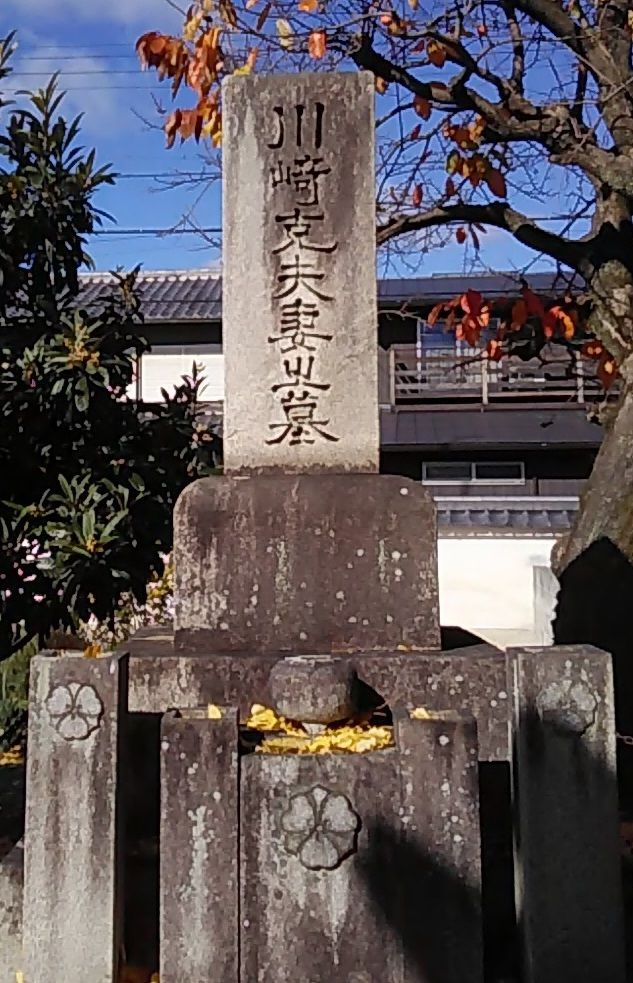
川崎克の墓(伊賀市山渓禅寺)

尾崎、浜田国松と並ぶ、三重県の大物政治家として、門閥政治、昭和の軍国主義に真っ向から立ち向かい、明治憲法下の議会政治を守ろうとした。尾崎と共に憲政擁護運動、大正デモクラシーによる普通選挙の実現に尽力。1941年（昭和16年）1月25日の衆議院予算委員会では、伊藤博文の憲法義解と明治天皇が在廷の臣僚と議員に賜うた勅語を援用して、大政翼賛会は法律上の根拠を欠き立憲政治に反すること、翼賛会の機構が国家社会主義ドイツ労働者党（ナチス）と共産ロシアの混血児的出現であることを指摘して新体制運動を進める近衛文麿首相を批判し、大政翼賛会の予算削減を唱え、翼賛議員同盟（1941年9月2日結成の政府与党）に対抗して鳩山一郎らと同交会を結成し、翼賛選挙に際しては非推薦で当選する。戦後、不本意ながらもGHQにより公職追放の対象者とされ、子の秀二が後継者となった。1949年（昭和24年）2月3日に、70歳にて没。 墓所は伊賀市山渓禅寺。

川崎克により再建された上野城天守

郷里伊賀の文化産業の振興のため、昭和10年（1935）、藤堂高虎が築いた天守台に、木造本瓦葺の3層の大天守と2層の小天守からなる複合式天守閣を再建（伊賀上野城）。この時の資金集めのため、川崎は所有する骨董や自ら揮ごうした書画を売却し、更には支援者から本人の銅像建立の話を断ってその代金をも建築費に投入したが、5層5階を建設するまでには至らず、やむなく3層3階の天守を建設することになったともいわれる。
また、芭蕉生誕300年を記念して、昭和17年（1942）には城郭の中に俳聖殿（国の重要文化財）を建てた。戦後の芭蕉祭はその前庭で催されている。
史跡保存、自然保護にも取り組み、俳聖松尾芭蕉や伊賀焼の歴史を研究し『芭蕉は生きてゐる』、『伊賀及信楽』を著し、作陶や書にも熱意を傾けた。